# 焦雄
焦雄（？—），香港男演員，曾任佳藝電視及無綫電視藝員。

## 簡歷
焦雄是1967年國泰電影公司第一期訓練班的學生，同屆同學有資深演員秦祥林、劉江、羅浩楷、區聰等人。 早年曾在佳藝電視效力，自1978年後在無綫電視工作。在香港電視業黃金年代，焦雄曾出演過大量無綫劇集，擅長于奸人塑造，飾演小市民角色，亦頗為傳神。其代表作為處境劇《香港八一》至《香港八六》系列的牛生。隨著香港電視黃金年代終結，2003年無綫實行減薪，焦雄跟電視台爭執，終而離開無綫。

## 演出

### 舞台劇
- 1973年6月29日：保良局話劇義演《七十二家房客》 飾演 白杬福[4]

### 電視劇（佳藝電視）
- 隋唐風雲（1976年）飾 李建成
- 射雕英雄傳（1976年）飾 侯通海

### 電視劇（无綫電視）
- 倚天屠龍記（1978年）飾 王保保
- 相見好（1978年）
- 抉擇（1979年）飾　黎立
- 楚留香（1979年）飾 銅長老
- 网中人（1979年）飾 大爛財
- 上海灘（1980年）飾 王照麟
- 上海灘龍虎鬥（1980年）
- 星塵（1982年）飾 斌哥（第5集）
- 萬水千山總是情（1982年）
- 獵鷹（1982年）飾 陳水
- 香港八一至香港八六系列（1983-1986年）（處境劇）飾 牛生
- 射鵰英雄傳（1983年）飾 耕
- 神鵰俠侶（1983年）飾 漁
- 夾心人（1983年）飾 馬老闆
- 鹿鼎記（1984年）飾 索額圖
- （1984年）飾 趙　虎
- 倚天屠龍記（1986年）飾 無色禪師
- 書劍恩仇錄（1987年）飾 顧金標
- 季節（1987年）飾 曾國成
- 奇門鬼谷（1988年）飾 江彬
- 太平天國（1988年）飾 龍啟瑞
- 萬家傳說（1989年）飾 客棧老版
- 晉文公傳奇（1989年）飾 豎刁
- 他來自江湖（1989年）飾 余姣之姨丈（第7、12、18-19集）
- 劍魔獨孤求敗（1990年）飾 廖文龍
- 我本善良（1990年）飾 林權
- 重案傳真（1992年）飾 肥杜
- 水滸英雄傳（1992年）飾 施恩
- 夢斷銀城（1992年）飾 龍標
- 九彩霸王花（1993年）
- 超能幹探Supercop（1993年）飾 缷膊
- 新重案傳真（1994年）飾 游伯
- 射鵰英雄傳（1994年）飾 侯通海
- 獨臂刀客（1994年）飾 曲天明
- 神鵰俠侶（1995年）飾 彭連虎
- 刀馬旦（1995年）飾 陳管事
- 真情（1995-1999年）飾　石表哥
- 刑事偵緝檔案II（1995年）飾 林福
- 笑傲江湖（1996年）飾 桃枝仙
- 難兄難弟（1997年）飾 大嘴廣
- 大鬧廣昌隆（1997年）飾 信
- 刑事偵緝檔案III（1997年）飾 陸國基
- 鑑證實錄（1997年）飾 何兆昌
- 鹿鼎記（1998年）飾 吳之榮
- 離島特警（1998年）飾 雷添福
- 刑事偵緝檔案IV（1999年）飾 錢日安
- 創世紀（1999年）飾 Tommy Chan
- 茶是故鄉濃（1999年）飾 大哥雷
- 男親女愛（2000年）飾 老闆
- 十月初五的月光（2000年）飾 李生
- FM701（2000年）飾 八叔
- 美味情緣（2001年）飾 魚王（第1集）
- 封神榜（2001年）飾 主持
- 公私戀事多（2001年）飾 達
- 皆大歡喜（2001年）飾 材叔
- 洛神（2002年）飾 陳牛叔
- 再生緣 飾 沙那班 (2002年)
- 流金歲月（2002年）飾 天叔
- 鄭板橋 饰 牛叔（2002年）
- 洗冤錄II（2003年）飾 顧繡莊老闆（第3集）
- 七號差館（2004年）飾 文叔
- 肥婆奶奶扭計媳（2005年）飾 行家

## 外部連結
- 無線甘草演員